# Neuostheim/Neuhermsheim

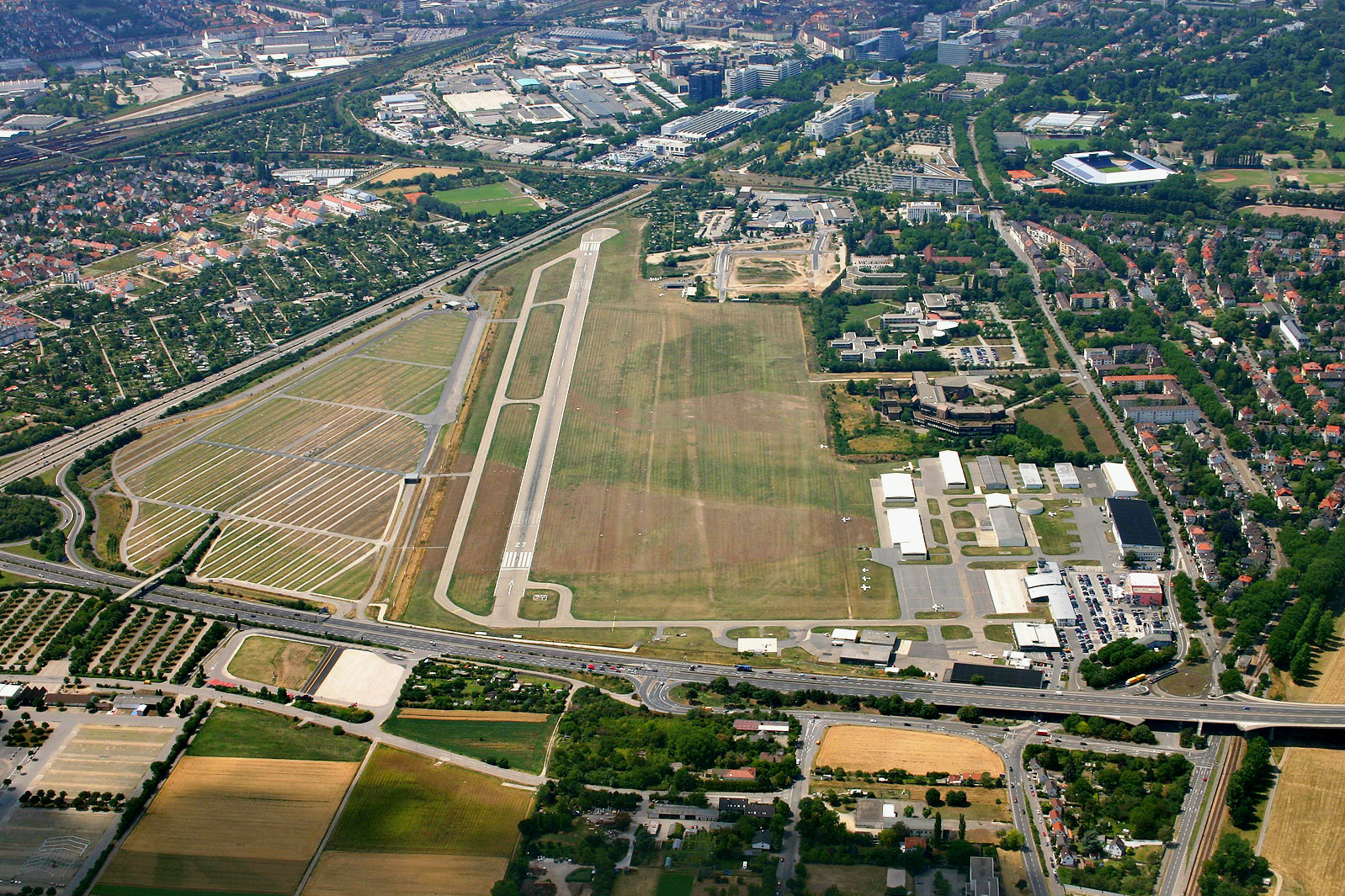
Blick auf den Flugplatz. Rechts Neuostheim, links Neuhermsheim.

Neuostheim/Neuhermsheim ist ein Stadtbezirk in Mannheim, der sich aus den Stadtteilen Neuostheim und Neuhermsheim zusammensetzt.

## Geografie
Im Westen liegen die Schwetzingerstadt/Oststadt mit dem Luisenpark, im Osten die Stadtteile Seckenheim und Hochstätt, südlich grenzt Neuhermsheim an Neckarau.
Neuostheim liegt direkt südlich des Neckars. Der Stadtteil gehört zu den gehobeneren Wohngebieten Mannheims. In Neuostheim befinden sich der Flugplatz Mannheim und das Maimarktgelände. Durch die BAB 656 Mannheim-Heidelberg getrennt, befindet sich südlich davon Neuhermsheim.
Die SAP Arena, in der das Eishockeyteam der Adler Mannheim und die Handballmannschaft der Rhein-Neckar Löwen ihre Heimspiele austragen, liegt in der unmittelbaren Umgebung, gehört aber bereits zum Stadtteil Hochstätt im Stadtbezirk Seckenheim.

## Geschichte

### Neuhermsheim
771 wurde das Dorf Hermsheim urkundlich erstmals im Lorscher Codex unter dem Namen Herimundesheim bei einer Schenkung durch einen Radulf erwähnt. Bis 952 beziehen sich weitere zehn Urkunden im Lorscher Codex sich auf den Ort, allein acht von 771 bis 804. Es lag wohl südwestlich des heutigen Autobahnkreuzes Mannheim im „Kloppenheimer Feld“. Gewannnamen wie „Bei der (Hermsheimer) Kirche“ deuten noch darauf hin. 826 wird  erstmals eine Kirche erwähnt. Noch vor 1300 wurde das Dorf aufgegeben, die Bewohner zogen nach Neckarau. Dass mehrfache Überschwemmungen des Neckars – vor allem das große Hochwasser von um 1278 – ursächlich waren, ist nicht belegt. Vor dem Bau der SAP-Arena wurde im Bösfeld (Stadtteil Hochstätt) ein Gräberfeld aus der Merowingerzeit ausgegraben. Archäologische Befunde und Flurnamen führen zur Annahme, dass Hermsheim zweimal verlegt wurde.
1930 entstanden die ersten Häuser des heutigen Neuhermsheim auf ehemaliger Neckarauer Gemarkung an der Badischen Eisenbahn. In den 1990er Jahren gab es einen Bauboom, nachdem entlang der Hermsheimer Straße in Richtung Flughafen Baugenehmigungen erteilt worden waren. Außerdem wurde die Bebauung auch Richtung B 38 a erweitert.

### Neuostheim
Die Besiedlung Neuostheims erfolgte erst zu Beginn des 20. Jahrhunderts auf Feudenheimer Gemarkung. So beschloss die damals noch selbstständige Gemeinde Feudenheim 1900, auf der gegenüberliegenden Seite des Neckars eine Villenkolonie zu gründen und prachtvolle Villen zu errichten. Bereits 1909 wurde die Siedlung dann gemeinsam mit Feudenheim nach Mannheim eingemeindet, gleichzeitig wurde Neuostheim entlang der Dürerstraße an das Straßenbahnnetz angeschlossen. 1926 wurde das Flugfeld, 1935 wurde die Autobahn nach Heidelberg gebaut.
Während des Zweiten Weltkriegs wurden Neuhermsheim und Neuostheim stark zerstört aber nach Kriegsende wieder aufgebaut. Vor allem Akademiker, Adelige, und amerikanische Familien zogen nach Neuostheim und profitierten von der gehobenen Wohnqualität und der Nähe zum Flughafen. Die Straßen Neuostheims wurden nach berühmten deutschen Malern benannt.
In den 1950er Jahren, nachdem die Bevölkerung Neuostheims stark angewachsen war, wurde die Grundschule Johann-Peter-Hebel-Schule gebaut. Ihre Pausenhalle ziert eine Mosaikwand mit Märchenmotiven, die der Künstler Rudi Baerwind gestaltet hat. Von zeitgenössischer Architektur geprägt ist der in den 2000er Jahren entstandene Gewerbe- und Technologiepark Eastsite in Neuostheim, der viele innovative Unternehmen beheimatet und zum Technologiestandort Mannheim beiträgt.

## Bauwerke
Neuostheim wird städtebaulich durch die großen Gebäude der Bildungseinrichtungen geprägt, aber auch durch die katholische Kirche St. Pius und die evangelische Thomaskirche. In Neuhermsheim gibt es die katholische Maria-Königin-Kirche und das 2007 erbaute evangelische Gemeindezentrum.

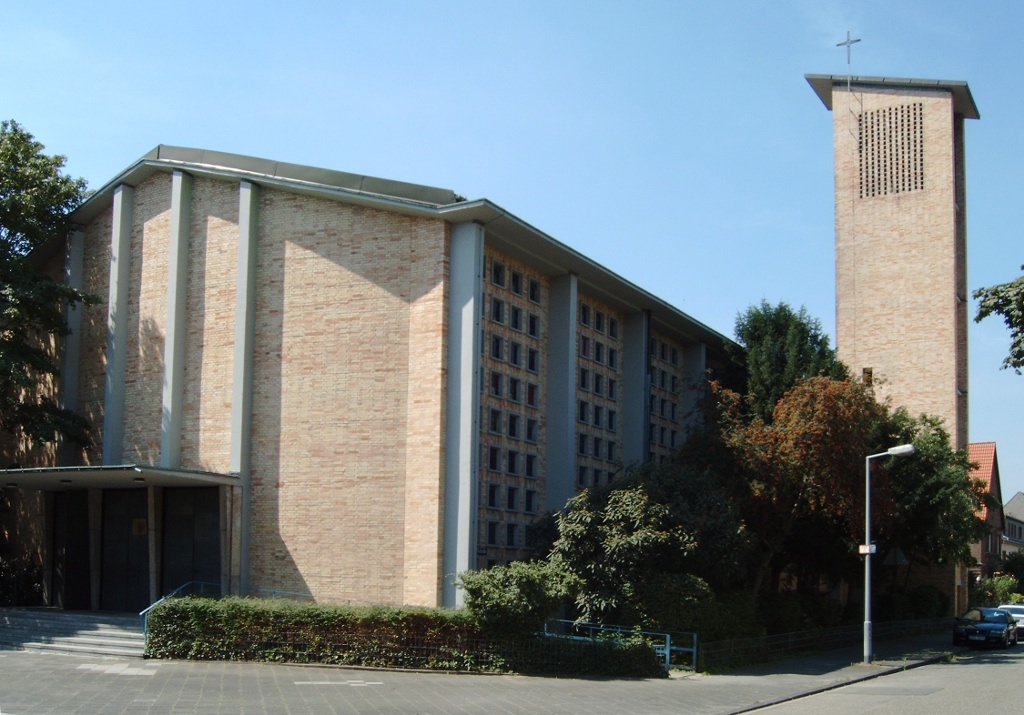
St. Pius
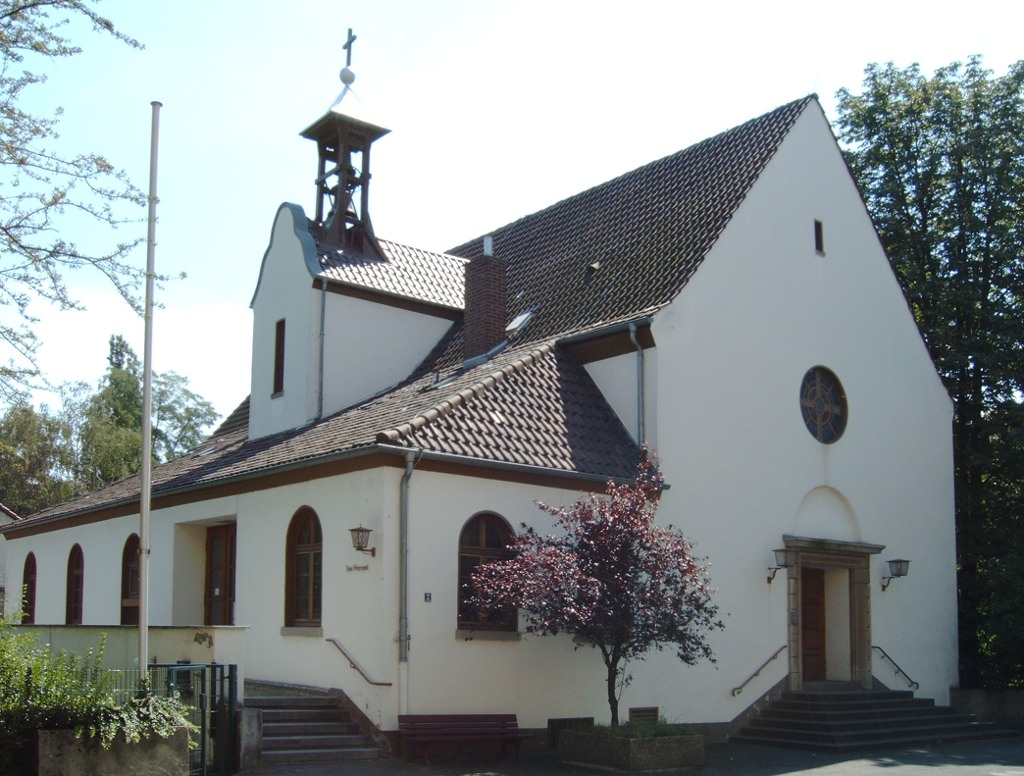
Thomaskirche
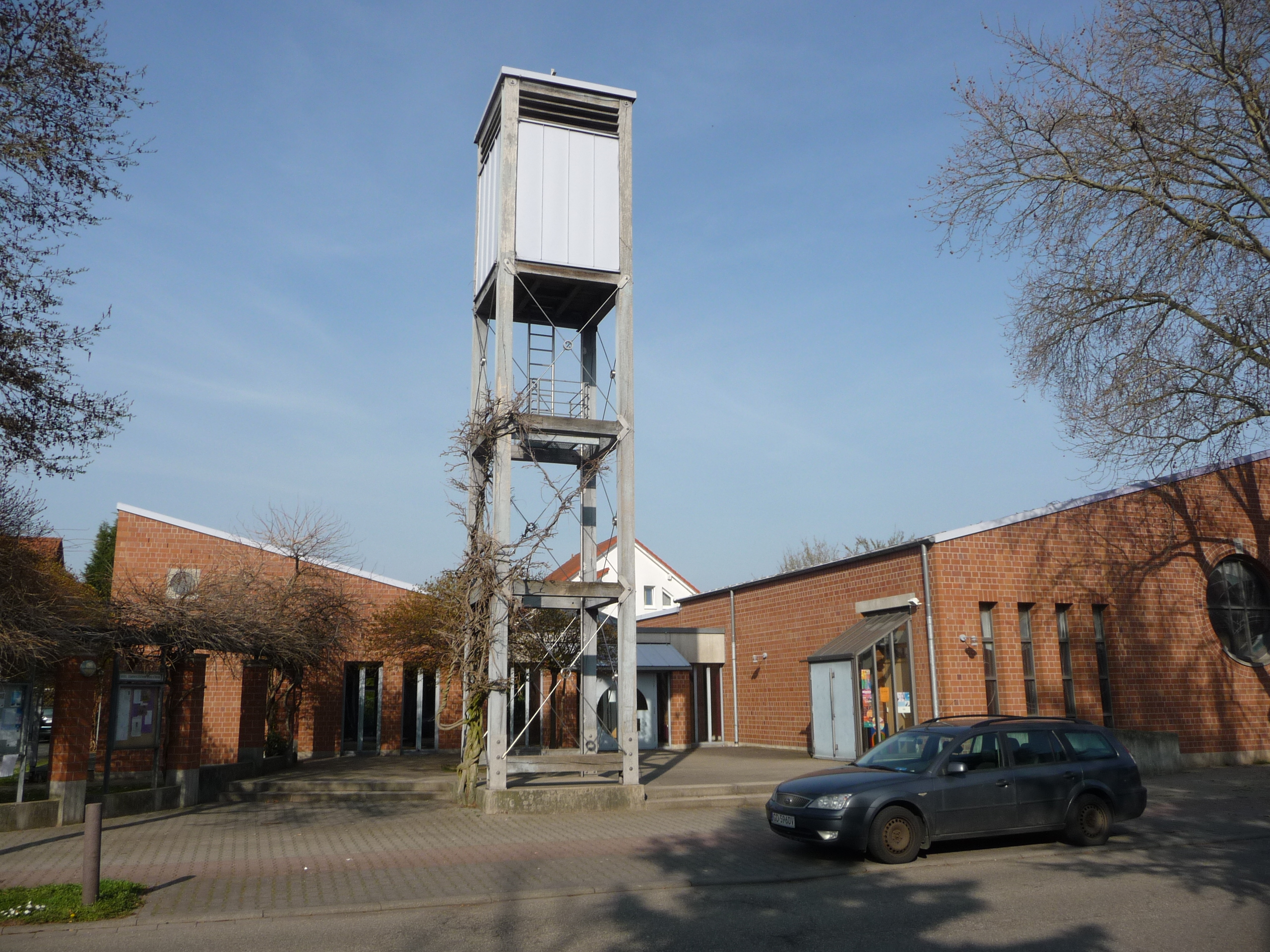
Maria-Königin-Kirche
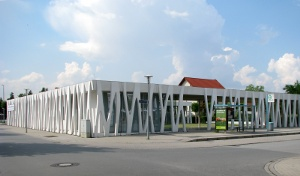
Evangelisches Gemeindezentrum

## Politik
Neuostheim/Neuhermsheim ist einer der sechs inneren Stadtbezirke. Nach der Hauptsatzung der Stadt Mannheim hat der Stadtbezirk einen Bezirksbeirat, dem 12 dort wohnende Bürger angehören, die der Gemeinderat entsprechend dem Abstimmungsergebnis der Gemeinderatswahl bestellt. Sie sind zu wichtigen Angelegenheiten, die den Stadtbezirk betreffen, zu hören und beraten die örtliche Verwaltung sowie Ausschüsse des Gemeinderats.
| Partei           | 2019 | 2014 | 2009 | 2004 | 1999 | 1994 |
| ---------------- | ---- | ---- | ---- | ---- | ---- | ---- |
| CDU              | 2    | 3    | 5    | 6    | 7    | 6    |
| SPD              | 2    | 2    | 3    | 3    | 3    | 2    |
| GRÜNE            | 2    | 2    | 2    | 1    | 1    | 2    |
| Mannheimer Liste | 1    | 2    | 2    | 2    | 1    | 2    |
| Die Linke        | 1    | 1    |      |      |      |      |
| AfD              | 1    | 1    |      |      |      |      |
| FDP              | 1    | 1    |      |      |      |      |

Der Bürgerdienst des Stadtbezirks ist in Neuhermsheim.

## Bildung

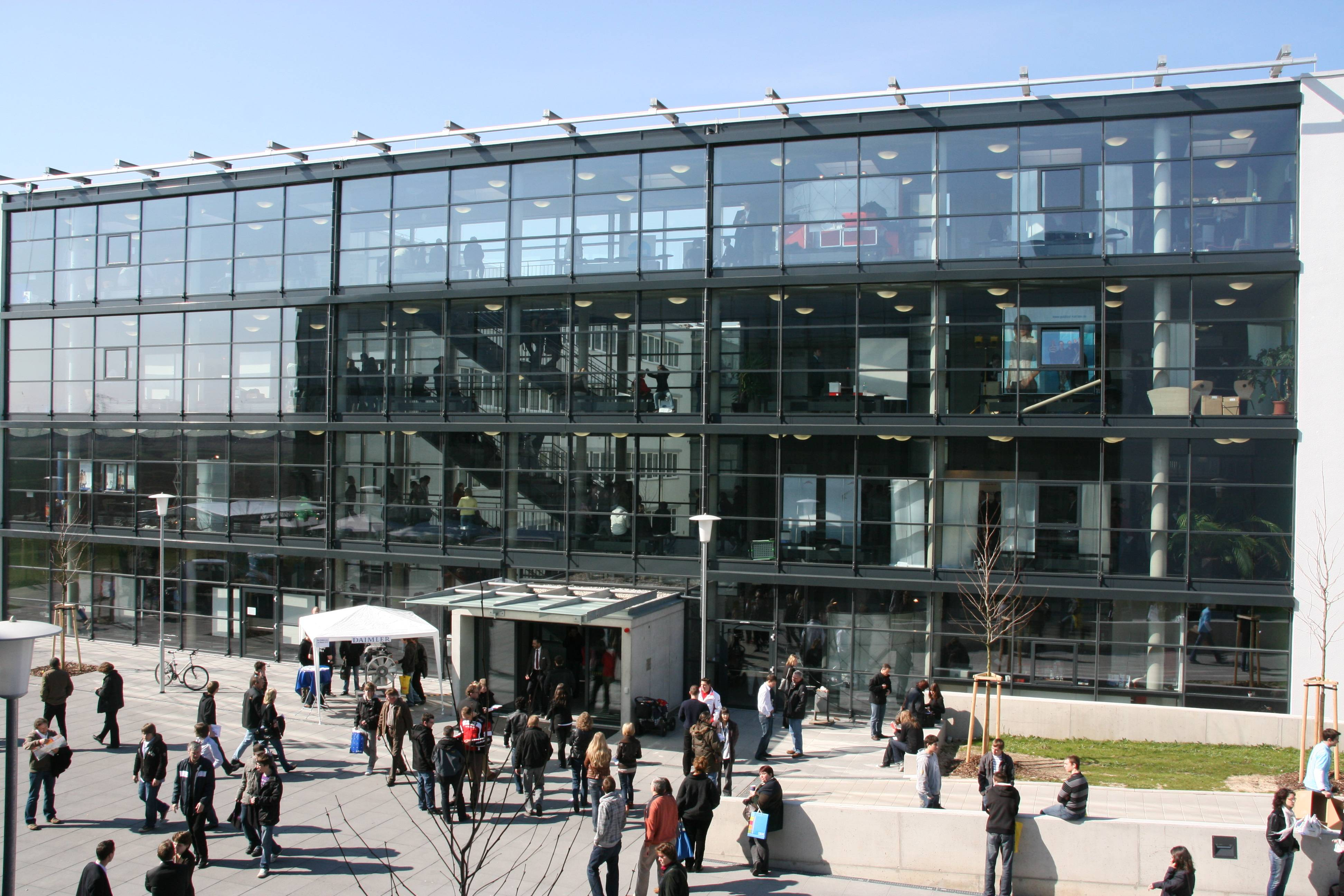
Duale Hochschule Baden-Württemberg

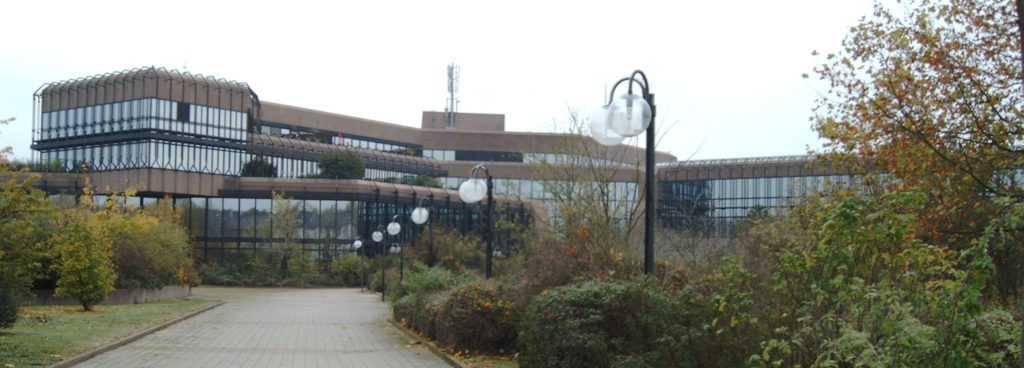
Hochschule der Bundesagentur für Arbeit

Sowohl in Neuostheim als auch in Neuhermsheim gibt es jeweils einen Standort der Johann-Peter-Hebel-Grundschule. Die Schule in Neuostheim wurde 1955 vom Architekten Richard Jörg errichtet.
In Neuostheim haben außerdem eine Reihe von Hochschulen ihren Standort:
- Duale Hochschule Baden-Württemberg Mannheim
- Bildungszentrum der Bundeswehr
- Hochschule des Bundes für öffentliche Verwaltung – Fachbereich Bundeswehrverwaltung
- Hochschule der Bundesagentur für Arbeit

## Vereine und Freizeit
Die wichtigsten Vereine in den beiden Stadtteilen sind der DJK St. Pius, die Spielvereinigung Mannheim 07, der Gesangverein Neuhermsheim, der Segelflugverein Mannheim, die Gartenfreunde Mannheim-Ost 1910 und der Stadtteilverein Neuostheim e. V. mit über 500 Mitgliederm. Wir beleben und verschönern Neuostheim.
Der Böcklinplatz ist eine schöne kleine Parkanlage, auf dem Baerwindplatz gibt es einen schönen Kinderspielplatz. Beide Plätze wurden, wie viele Straßen in Neuostheim auch, nach berühmten Malern benannt. Auch der Luisenpark in der Oststadt ist fußläufig erreichbar. Auf dem Maimarktgelände finden neben dem alljährlichen Mannheimer Maimarkt, der größten regionalen Verbraucherausstellung Deutschlands, auch diverse andere Kulturveranstaltungen wie z. B. Konzerte statt. Direkt neben dem Maimarktgelände liegt das Reitstadion, in dem Reitturniere, Dressurprüfungen oder Polo-Events stattfinden. Im nahe gelegenen Carl-Benz-Stadion in der Oststadt bestreitet der SV Waldhof Mannheim seine Heimspiele. In der Ortsmitte Neuhermsheims befindet sich der Gerd-Dehof-Platz. Auf ihm werden zahlreiche Veranstaltungen geboten, wie beispielsweise ein Weihnachtsmarkt oder das Stadtteilfest.

## Verkehrsverbindung
Geplant ist, künftig an der Bahnstrecke Mannheim–Frankfurt am Main (Östliche Einführung der Riedbahn) den Haltepunkt Mannheim-Neuostheim zu errichten. Vorgesehen sind die Bauarbeiten für die Jahre 2027 bis 2030. Der jenseits des Neckars an derselben Strecke gelegene Haltepunkt Käfertal ist hingegen als S-Bahn-Halt der Linie S8 bereits in Betrieb. Die Anbindung Neuostheims an den SPNV wird sich künftig also verbessern.
Neuostheim ist mit den Stadtbahnlinien 5, 6 und 9 zu erreichen. Durch Neuhermsheim führt seit Dezember 2006 eine neugebaute Strecke, auf der die Linie 6a verkehrt. Über sie gibt es auch einen Anschluss an den nahegelegenen S-Bahn-Haltepunkt Mannheim ARENA/Maimarkt der Bahnstrecke Mannheim–Basel und zum sonstigen Schienenpersonennahverkehr der DB Regio. Bereits 1926 nahm der Mannheimer Flughafen auf der Gemarkung Neuostheims seinen Betrieb auf, heute Mannheim City, mit Linienverkehr durch die Rhein-Neckar Air, privatem Flugverkehr und Werksflugverkehr mehrerer Unternehmen. Auch der Rettungshubschrauber Christoph 53 der Deutschen Rettungsflugwacht startet von hier. 1938 entstand am Flughafen die Luftwaffenkaserne, die Ende der 1950er Jahre in die heutige Hochschule des Bundes für öffentliche Verwaltung – Fachbereich Bundeswehrverwaltung und in das heutige Bildungszentrum der Bundeswehr umgewandelt wurde.